# شهرستان دونگ‌فنگ
شهرستان دونگ‌فنگ (به چینی: 东丰县) یک شهرستان در استان جی‌لین چین است که در تابعیت شهر لیاویوان قرار دارد. شهرستان دونگ‌فنگ ۲٬۵۲۳٫۶۸ کیلومتر مربع مساحت و ۳۰۷٬۳۰۲ نفر جمعیت دارد و ۳۶۴ متر بالاتر از سطح دریا واقع شده‌است.

## تقسیمات اداری
شهرستان دونگ‌فنگ به ۳ ناحیه، ۱۲ شهرک، ۱ قصبه، و ۱ قصبه قومیتی (برای کره‌ای‌ها و منچوها) تابعه تقسیم شده است. 
- ناحیه جی‌لو (吉鹿街道، Jílù jiēdào)
- ناحیه شیانگ‌لو (祥鹿街道، Xiánglù jiēdào)
- ناحیه فولو (福鹿街道، Fúlù jiēdào)

- شهرک داشینگ (大兴镇، Dàxīng zhèn)
- شهرک دایانگ (大阳镇، Dàyáng zhèn)
- شهرک دونگ‌فنگ (东丰镇، Dōngfēng zhèn)
- شهرک شاهه (沙河镇، Shāhé zhèn)
- شهرک شیاوسی‌پینگ (سی‌پینگ کوچک) (小四平镇، Xiǎosìpíng zhèn)
- شهرک لالاهه (拉拉河镇، Lālāhézhèn)
- شهرک نادان‌بو (那丹伯镇، Nàdānbó zhèn)
- شهرک نان‌تون‌جی (南屯基镇، Nántúnjī zhèn)
- شهرک هنگ‌داوهه (横道河镇، Héngdàohé zhèn)
- شهرک هوانگ‌هه (黄河镇، Huánghé zhèn)
- شهرک هووشی (猴石镇، Hóushí zhèn)
- شهرک یانگ‌مولین (杨木林镇، Yángmùlín zhèn)

- قصبه اِرلونگ‌شان (二龙山乡، Èrlóngshān xiāng)

- ‌ قصبه قومیتی منچو و کره‌ای سان‌هه 
  - (三合满族朝鲜族乡، Sānhé mǎnzú cháoxiǎnzú xiāng)
  - (삼함만족조선족향، Samham manjok chosŏnjok hyang)
  - (ᠰᠠᠨ ᡥᠣ ᠮᠠᠨᠵᡠ ᡠᡴᠰᡠᡵᠠ ᠴᠣᠣᡥᡳᠶᠠᠨ ᡠᡴᠰᡠᡵᠠ ᡤᠠᡧᠠᠨ، san ho manju uksura coohiyan uksura gašan)